# David Young (Schwimmer, 1907)
David King Young (* 20. April 1907 in Atlanta, Georgia; † 16. Januar 1988 in San Antonio, Texas) war ein Schwimmer aus den Vereinigten Staaten.

## Karriere
David Young vom New York Athletic Club hatte 1927 als Student des Georgia Institute of Technology die Collegemeisterschaften der Vereinigten Staaten über 150 Yards Rücken gewonnen.
Bei den Olympischen Spielen 1928 in Amsterdam schwamm die 4-mal-200-Meter-Freistilstaffel der Vereinigten Staaten in der Besetzung Paul Samson, Austin Clapp, David Young und Johnny Weissmüller bereits im Vorlauf Weltrekord in 9:38,8 Minuten. Im Finale siegten Austin Clapp, Walter Laufer, George Kojac und Johnny Weissmüller vor den Staffeln aus Japan und aus Kanada und verbesserten dabei den Weltrekord noch einmal auf 9:36,2 Minuten. Nach den damals gültigen Regeln erhielten nur die im Finale eingesetzten Staffelteilnehmer Medaillen.
Beruflich war Young nach seinem Studium in der Papierbranche tätig.